# Anglosaxiska krönikan

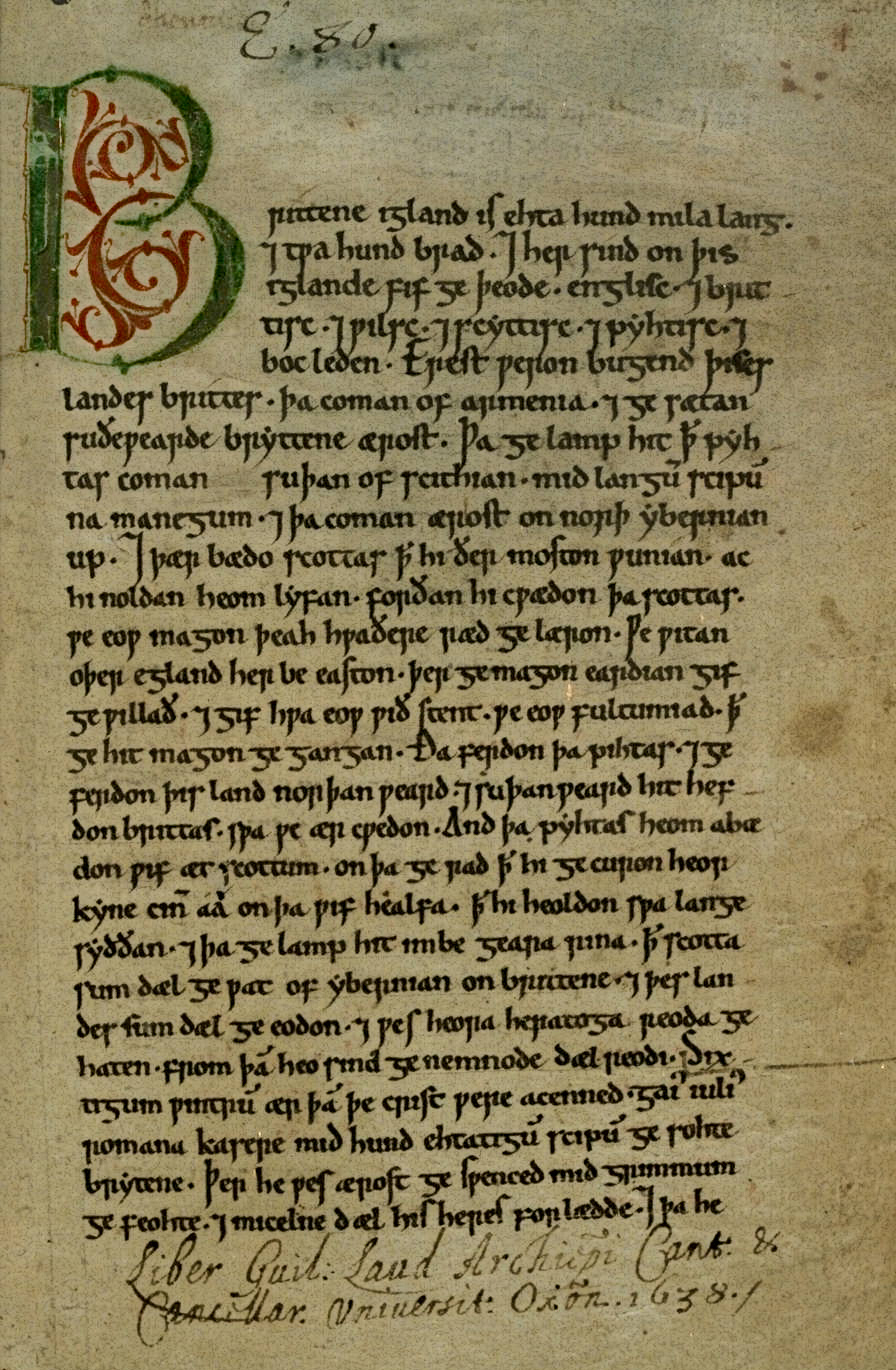
Första sidan i Peterborough Chronicle.

Anglosaxiska krönikan (på engelska Anglo-Saxon Chronicle) är en samling historiska krönikor, i ett antal olika versioner, som berättar historien om anglosaxarna och hur de först satte bo i Storbritannien. Mycket av den information som finns i krönikorna består av rykten om händelser som utspelat sig tidigare och kan vara opålitliga, men för vissa perioder av anglosaxisk historia är krönikorna den enda kvarvarande informationskällan. Handskrifterna framställdes på olika platser av olika skribenter, och dessas åsiktsskillnader återfinns i de skrivna verken. Krönikan har en spännvidd från år 1 e.Kr. till år 1154. I två av handskrifterna har ett inlägg feldaterats, det för år 60 f.Kr., när Julius Caesar invaderade Storbritannien. Begreppet anglosaxare verkar vara ett senare tillskott, eftersom den första tryckta versionen ifrån år 1692 kallas för "Chronicum saxonicum".
Efter att krönikan färdigställts förvarades kopior i olika kloster där de uppdaterades oberoende av varandra. Ibland kunde lokala nyheter, exempelvis om goda skördar, beskrivas i stor detalj medan nyheter om händelser långt bort, exempelvis politiska händelser, kunde bli förbisedda. Kombinationen av individuella krönikor gör det möjligt att få en överblick över hur historiebeskrivningen fungerat. Därför är krönikorna ett viktigt dokument ur ett historiografiskt perspektiv samtidigt som de utgör en viktig historisk källa i sig.

## Manuskripten
Av de krönikor som producerats finns det nio handskrifter kvar, inklusive två kopior. Av dessa nio är åtta skrivna på fornengelska, medan den nionde är skriven på fornengelska med latinsk översättning. En av handskrifterna, Peterborough Chronicle, innehåller inslag av medelengelska och fornengelska. Den äldsta handskriften (Corp. Chris. MS 173) är känd som Parker Chronicle efter Matthew Parker eller som Winchester Chronicle.
De kvarvarande manuskripten är:
- Version A: The Parker Chronicle (Corpus Christi College, Cambridge, MS. 173); Cottonian Fragment (British Museum, Cotton MS. Otho B xi, 2)
- Version B: The Abingdon Chronicle I (British Museum, Cotton MS. Tiberius A vi.)
- Version C: The Abingdon Chronicle II (British Museum, Cotton MS. Tiberius B i.)
- Version D: The Worcester Chronicle (British Museum, Cotton MS. Tiberius B iv.)
- Version E: The Laud (eller "Peterborough") Chronicle (Bodleian, MS. Laud 636)
- Version F: The Bilingual Canterbury Epitome (British Museum, Cotton MS. Domitian A viii.) - skriven på engelska och latin.
- Version H: Cottonian Fragment (British Museum, Cotton MS. Domitian A ix.)
- Version I: An Easter Table Chronicle (British Museum, Cotton MS. Caligula A xv.)

Version A är särskilt viktig eftersom den möjliggör en datering av manuskripten. Manuskriptet är skrivet av 13 eller 14 författare och den förste skrev så långt som till år 891. Av detta har slutsatsen dragits att krönikorna skrivits under kung Alfreds tid.